# Monte Orsetto
Il Monte Orsetto (452 m) è un piccolo rilievo collinare piemontese della parte orientale della Serra Morenica di Ivrea, nella zona boschiva al confine tra il Lago di Bertignano, presso Viverone e Peverano di Roppolo, in Provincia di Biella. La collina è nota soprattutto per il ritrovamento di reperti riconducibili a insediamenti preistorici.

## Descrizione
Scavi occasionali portarono alla luce i resti di un recinto di massi, articolato lungo le pendici, denominato il castelliere, risalente a presidi militari probabilmente dell'Età del Ferro, come avamposto celtico, molto probabilmente degli antichi Victimuli di Salussola.

La presenza di insediamenti preistorici è confermata anche da altri ritrovamenti, tra cui incisioni rupestri su roccia e la presenza del villaggio palafitticolo chiamato Cava di Purcarel, presso il vicino Lago di Bertignano.
Verso la zona San Lorenzo, sotto Frazione Peverano (o Pavarano) di Roppolo, sono presenti due resti di rocce identificati col nome di "Roc d'la Regina", sarcofago di una regina celtica o, molto più probabilmente, barbarica del V secolo, ed il "Roc d'la Pratasera", o "Pera Pichera", quest'ultimo un masso erratico. Ai piedi della Pichera è coricato un secondo masso, che doveva servire per riti pagani. Si ipotizza che alcuni monaci del luogo l'abbiano abbattuto durante il periodo di prima cristianizzazione.

## Galleria d'immagini

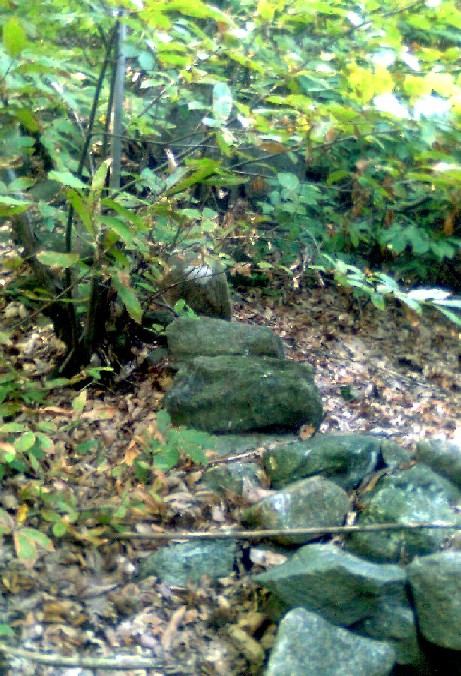
Il Castelliere
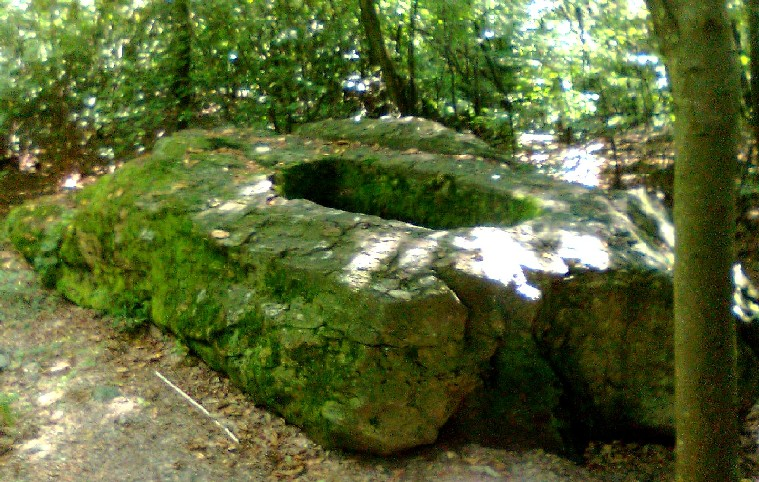
Il roc della Regina
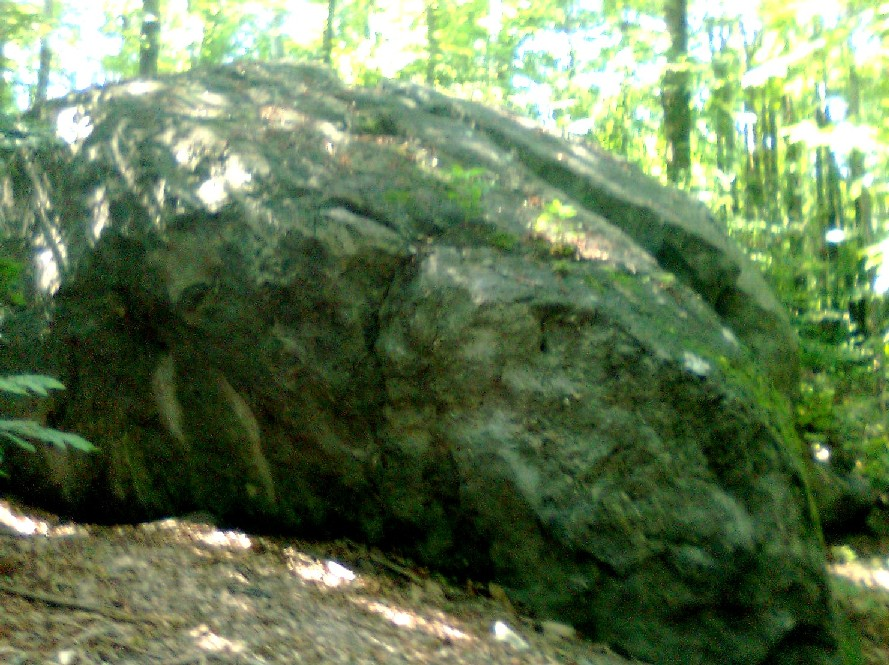
La pera pichera